# Wilhelm Tiedemann (Fotograf)
Wilhelm Tiedemann (* 1900; † 1982) war ein deutscher Pferde-Fotograf und -Filmemacher.

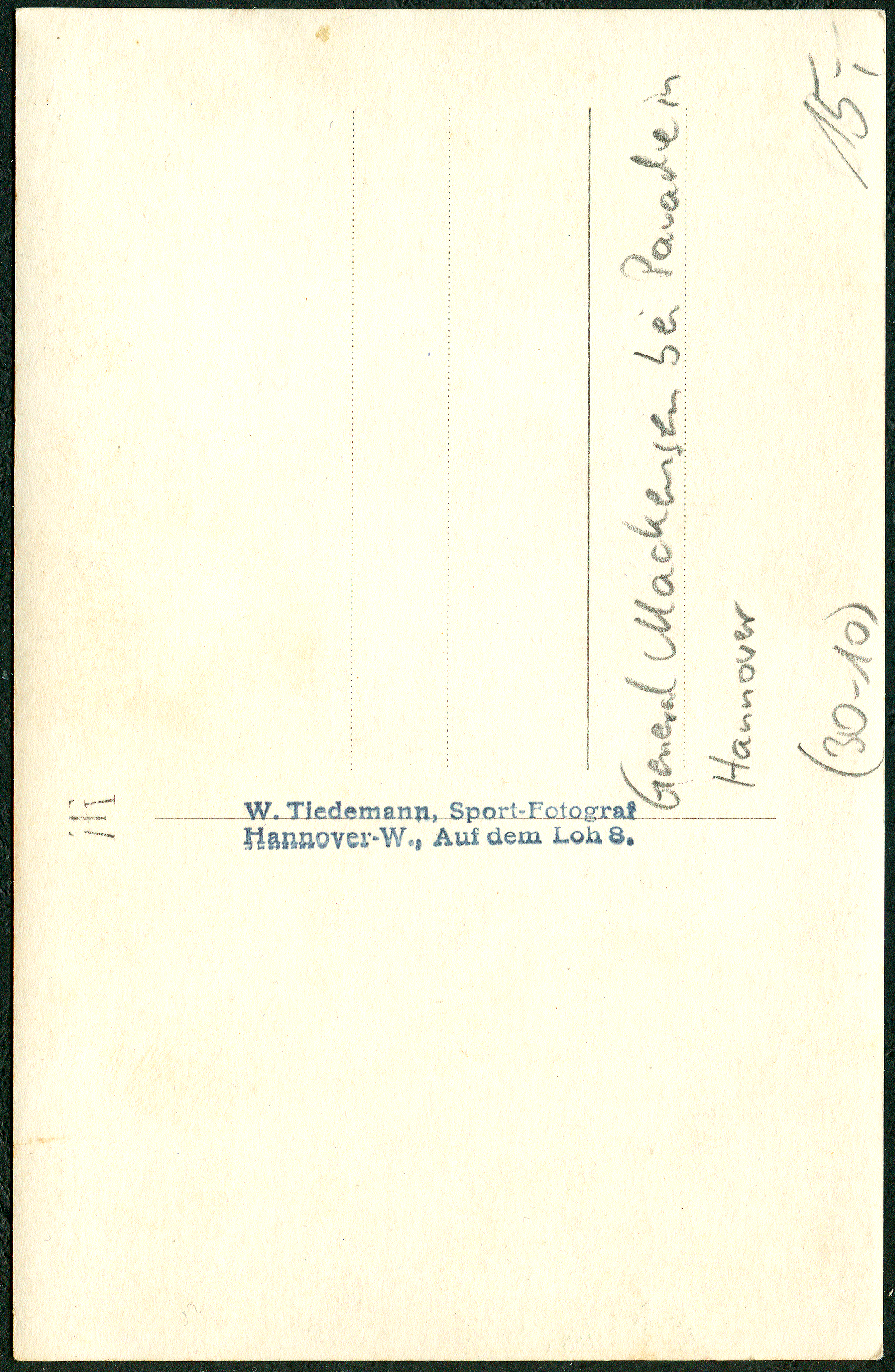
Rückseitig von „W. Tiedemann, Sport-Fotograf“ gestempelte Ansichtskarte mit der Adresse Auf dem Loh 8 in der Nordstadt von Hannover; handschriftlich ergänzt: „General Mackensen bei Parade in Hannover“; circa 1930er Jahre

## Leben
Wilhelm Tiedemann spezialisierte sich im Jahr 1924 auf das Fotografieren von Pferden. Hierzu besuchte er nahezu weltweit sämtliche international ausgerichteten Reitturniere, aber auch die Olympischen Spiele bis hin zu den Olympischen Sommerspielen 1964 in Tokio.
Schon zuvor war Tiedemann 1930 „auf Veranlassung von Dr. Gustav Rau“ an die Kavallerieschule Hannover geholt worden. In dieser Zeit ließ sich der Fotograf mit seiner Firma in Langenhagen nieder.
Spätestens in den frühen 1950er Jahren produzierte Wilhelm Tiedemann auch Filme zur Pferdethematik, aber auch Filme mit Titeln wie „Lied der Heimat“ oder „Eine kleine Afrika-Reise“. Sein Dokumentarfilm „Sie reiten für Deutschland“ erschien 1959.

## Archivalien
Nach dem Tode Tiedemanns erwarb das Deutsche Pferdemuseum in Verden zunächst in den 1970er Jahren einen Teil der Tiedemannschen Sammlung. Die Erben schenkten dem Museum in den 1990er Jahren zudem rund 250 Filmrollen und zahlreiche Fotonegative.